# 国府村 (高知県)
国府村（こくふむら）は、高知県長岡郡にあった村。
現在の南国市の北東部、国分川の左岸にあたる。本項では発足時の名称である国比左村（くにひさむら）についても述べる。

## 地理
- 河川：国分川

## 歴史
- 1889年（明治22年）4月1日 - 町村制の施行により、国分村・比江村・左右山村の区域をもって国比左村が発足。
- 1897年（明治30年）8月1日 - 国比左村が改称して国府村となる。
- 1956年（昭和31年）9月30日 - 後免町・上倉村・瓶岩村・久礼田村・長岡村と合併し、改めて後免町が発足。同日国府村廃止。

## 交通

### 道路
- 国道32号